# Lendersdorf
Lendersdorf est un quartier de la ville de Düren de l'arrondissement de Düren en Rhénanie-du-Nord-Westphalie (Allemagne).

## Géographie
Lendersdorf se trouve au sud de la ville à la limite des quartiers et anciens villages de Niederau, Krauthausen, Rölsdorf, et Berzbuir. Il est traversé par la Roer.

## Histoire
Lendersdorf est mentionné la première fois par écrit en 1005, lorsque le futur empereur Henri II fait don à l'abbaye Saint-Adalbert d'Aix-la-Chapelle de terres se trouvant à Lendersdorf. En 1246, Frédéric II attribue la ville libre de Düren et Lendersdorf au duché de Juliers. Des forges sont fondées au début du XVIIe siècle et pendant l'ère de l'industrialisation du XIXe siècle, l'endroit à une grande importance.
En juin 1969, les communes de Berzbuir-Kufferath et de Lendersdorf-Krauthausen fusionnent pour former la nouvelle commune de Lendersdorf qui fusionne elle-même en 1972 avec la ville de Düren.
Plusieurs édifices de Lendersdorf font partie de la liste du patrimoine historique protégé de la ville.

## Églises

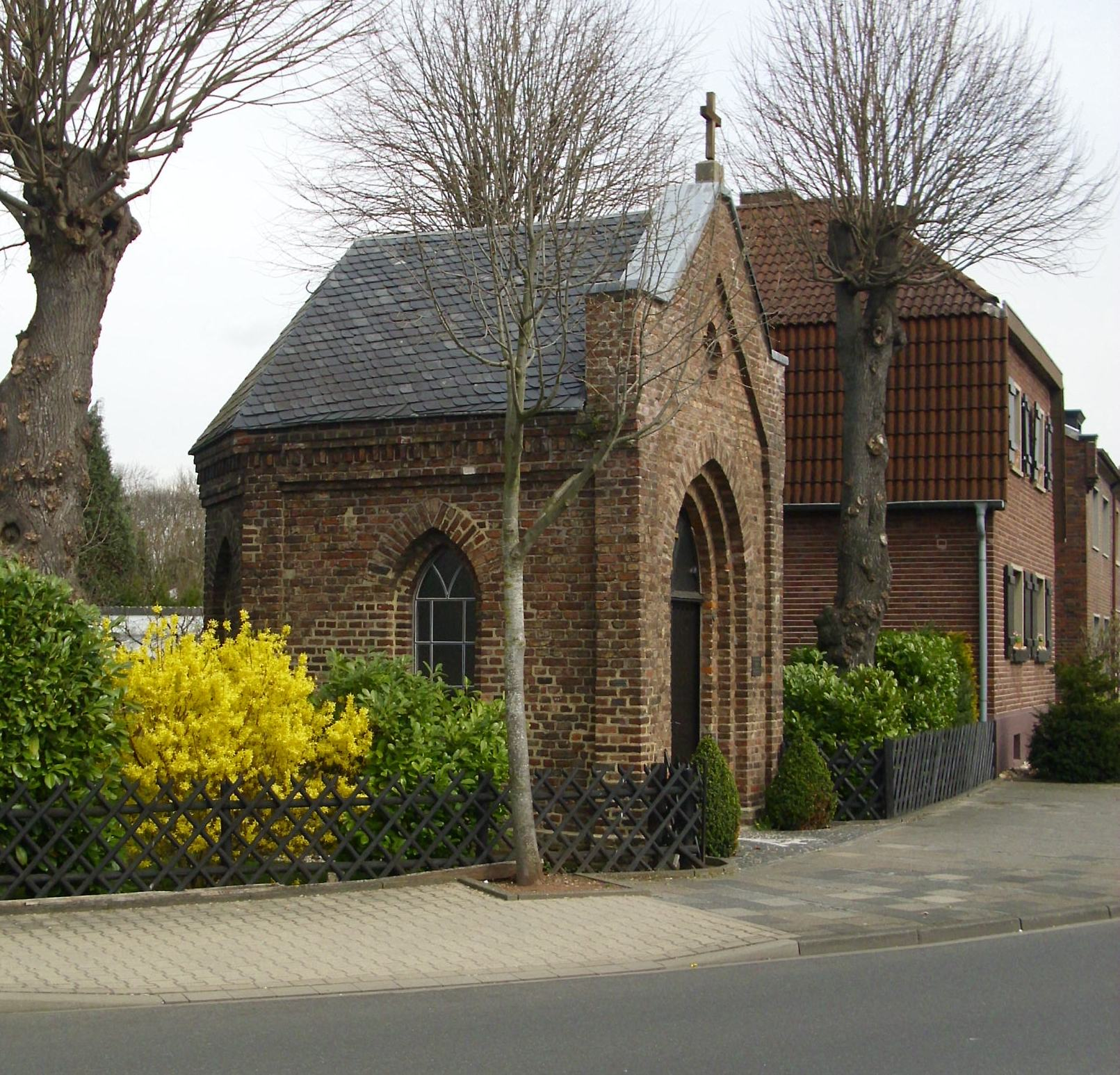
Vue de la chapelle Saint-Joseph

Lendersdorf possède une église paroissiale catholique, l'église Saint-Michel, consacrée en 1222. C'est d'ici que part depuis 1720 la « grande procession d'Allemagne », pèlerinage qui se dirige à Saint-Hubert dans les Ardennes. L'église possède un triptyque d'autel remarquable de Benedikt Dreyer avec un Lavement des pieds du maître de Lunebourg datant de 1525. Il existe aussi deux chapelles, la chapelle Saint-Antoine, petit édifice baroque construit en 1650 et rénové en 1999-2009, et la chapelle néogothique Saint-Joseph, construite en 1882.

## Personnalités
Annemarie Zimmermann, kayakiste, double championne olympique, est née à Lendersdorf en 1940.

## Source
- (de) Cet article est partiellement ou en totalité issu de l’article de Wikipédia en allemand intitulé « Lendersdorf » (voir la liste des auteurs).